# پاسو د لوس‌تروس

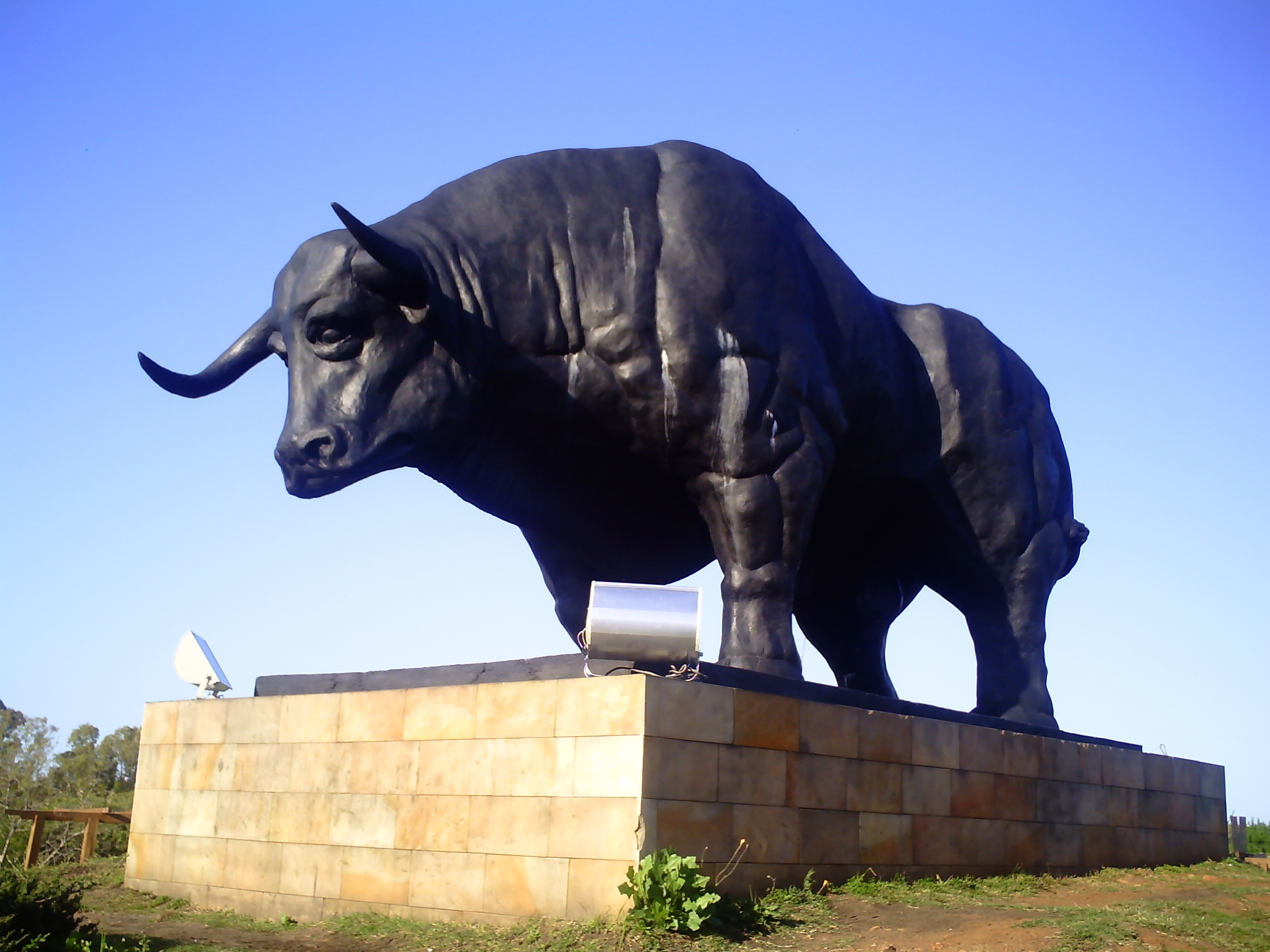
بنای یادبود واقع در میدان "ال تورو" در پاسو د لوس توروس

پاسو د لوس‌تروس (به اسپانیایی: Paso de los Toros) شهری در کشور اروگوئه، استان تاکوئارمبو است که جمعیت آن در سرشماری سال ۲۰۰۴ میلادی ۱۳٬۲۳۱ نفر بوده‌است.